# Банище (община Дебър)
 Тази статия е за селото в Северна Македония.  За селото в България вижте Банище.  
Банище или Банища (на македонска литературна норма: Баниште; на албански: Banishta) е село в Северна Македония, в община Дебър.

## География
Селото е разположено в областта Горни Дебър в югозападните склонове на планината Дешат.

## История
Етимологията на Банище е от „баня“ с топонимична наставка и е много често срещана.
В поменика на манастира Матка селото е споменато като Баница, а в Бигорския поменик като Банище.
Първият писмен източник за Банище е обширният преброителен дефтер № 508 од 1467 година, в който селото е споменато като хас на субашията Ахмед бег, син на Борма, във вилаета Горни Дебър. Според преброяването от 1519 година населението на селото е християнско, а според платените данъци населението се занимава със земеделие и скотовъдство. В преброяването от 1583 година има четири мюсюлмански семейства. Горният и Долният хамам в Банище са от края на XVIII век.
В XIX век Банище е българско село в Дебърска каза на Османската империя. В „Етнография на вилаетите Адрианопол, Монастир и Салоника“, издадена в Константинопол в 1878 година и отразяваща статистиката на населението от 1873 година, Баница е посочено като село с 50 домакинства, като жителите му са 194 българи.
Според статистиката на Васил Кънчов („Македония. Етнография и статистика“) в 1900 година Банища има 300 жители българи християни.
На Етнографската карта на Битолския вилает на Картографския институт в София от 1901 година Банища е смесено село българи, помаци, албанци и турци в Дебърската каза на Дебърския санджак с 45 къщи.
Цялото население на селото е под върховенството на Българската екзархия. Според секретаря на екзархията Димитър Мишев („La Macédoine et sa Population Chrétienne“) в 1905 година в Банища има 320 българи екзархисти и функционира българско училище.
В 1910 година вестник „Дебърски глас“ пише:
| „ | Селото Банища е смесено от българи и арнаути. Постепенно българите от страх напущат родните си пепелища, а арнаутите все се умножават, като заграбват насила имотите на българите. Не ще се мине, може би, дълго време и това село ще бъде завзето от албанците, както е станало с много други села в Дебърско. | “ |

Според статистика на вестник „Дебърски глас“ в 1911 година в Банища има 30 български екзархийски и 5 албански мюсюлмански къщи.
При избухването на Балканската война в 1912 година осемнадесет души от Банище са доброволци в Македоно-одринското опълчение.
След Междусъюзническата война селото остава в Сърбия. 
В 1915 година, по време на Първата световна война, селото е анексирано от Царство България. Към 1 март 1916 година Банища е център на Банищката община на българската Дебърска околия.
Според преброяването от 2002 година селото има 90 жители.
| Националност | Всичко |
| македонци    | 10     |
| албанци      | 80     |
| турци        | 0      |
| роми         | 0      |
| власи        | 0      |
| сърби        | 0      |
| бошняци      | 0      |
| други        | 0      |

## Личности
Родени в Банище
- Ангел Алексиев (1881 - 1903), български революционер от ВМОРО
- Богдан (Боге) Георгиев Негриев (1882 - след 1943), неграмотен, строител,[12] македоно-одрински опълченец,[13] служи в 3-та рота на 1-а дебърска дружина;[14] на 1 март 1943 година като жител на Скопие подава молба за българска народна пенсия,[13] в която пише „за всичкото време през целия си живот идеала ми е бил свобода и обединението на нашия български народ“; молбата е одобрена и пенсията е отпусната от Министерския съвет на Царство България[14]
- Воислав Илич (1916 – 1988), професор и поет от Социалистическа република Македония
- Мойсо Арсов (1881 – ?), български революционер от ВМОК, македоно-одрински опълченец[15]
- Никола Трифонов Антонов, македоно-одрински опълченец, 21-годишен, студент инженер, щаб на 1 дебърска дружина[16], подпоручик в 4-ти опълченски полк през Първата световна война[17]
- Трифон Ангелов (1872 – ?), македоно-одрински опълченец, предприемач, Трата рота на Първа дебърска дружина[18]
- Тръпко Филипов (1874 - ?), завършил медицина в Лозанския университет в 1904 година[19]
- Христо Ангелов (1890 – 1974), български просветен деец, комунист